# 張時顯
張時顯（1555年—？），字仁卿，號新屏，江西建昌府南城縣人，軍籍，明朝政治人物。

## 生平
隆慶四年（1570年）庚午科江西鄉試五十名舉人，萬曆十四年（1586年）丙戌科會試二百五十七名，登三甲第九十名進士。都察院观政，授鎮江府推官。擢升兵部管理山海关主事。

## 家族
曾祖張頤；祖父張信；父張端，曾任庠生封刑部主事。母章氏（封安人）。严侍下。兄張時亨（甲戌進士、刑部主事）、张时泰（举人）。弟张时豫（举人）、张时康（廪生）。